# Casarsa della Delizia
Casarsa della Delizia là một đô thị ở tỉnh Pordenone trong vùng Friuli-Venezia Giulia, có cự ly khoảng 80 km về phía tây bắc của Trieste và khoảng 15 km về phía đông của Pordenone. Tại thời điểm ngày 31 tháng 12 năm 2004, đô thị này có dân số 8.235 người và diện tích là 20,4 km².
Casarsa della Delizia giáp các đô thị: Arzene, Fiume Veneto, San Vito al Tagliamento, Valvasone, Zoppola.